# Komaram Bheem
Komaram Bheem (1901-1940) ou Kumram Bheem est un leader révolutionnaire des tribus gond de l'État de Hyderabad en Inde britannique. Bheem, en association avec d'autres dirigeants gonds, a mené une rébellion prolongée de faible intensité contre les nizams de Hyderabad dans la partie orientale de l'État princier au cours des années 1930, ce qui a contribué au point culminant de la rébellion Telangana de 1946.
Il est tué par des policiers armés en 1940, puis salué comme un symbole de rébellion et reçoit des éloges dans le folklore adivasi et télougou. Bheem est déifié en pen dans la culture gond et on lui attribue le mérite d'avoir inventé le slogan Jal, Jangal, Zameen ( transl. Eau, Forêt, Terre) qui, symbolisant un sentiment contre l'empiétement et l'exploitation, a été adopté par les mouvements Adivasi comme un appel à l'action. Il est également associé aux débuts du mouvement pour la création d'un État Telangana.

## Histoire
Komaram Bheem est né à Sankepalli, près d'Asifabad dans l'État d'Hyderabad, en Inde britannique, dans une famille de la communauté tribale gonds, le 22 octobre 1901. Bheem grandit dans les forêts peuplées de tribus au sein des royaumes traditionnels de Chanda et Ballalpur, isolé du reste du monde et n'a reçu aucune éducation formelle. Il a continué à se déplacer d'un endroit à l'autre tout au long de sa vie alors que le peuple gond était de plus en plus victime de l'exploitation des zamindars (i.e. propriétaires fonciers) et hommes d'affaires, et par l'extorsion de la police jangaalat (i.e. police forestière ).
Au cours des années 1900, il y a une expansion des activités minières et un renforcement de l'autorité de l'état dans la région des gonds. Des réglementations sont introduites et appliquées qui entravent les activités de subsistance des gonds. Les Zamindars se sont vu accorder des terres dans leurs régions et imposent des taxes sur les activités agricoles traditionnelles des gonds, le non-respect de ces règles entraînant souvent des arbitrages sévères, y compris des amputations forcées. Les gonds commencent à émigrer hors de leurs villages traditionnels, la situation conduit à des représailles et à des protestations occasionnelles ; le père de Bheem a été tué par des agents forestiers lors d'un de ces incidents.
Après la mort de son père, Bheem et sa famille déménagent de Sankepalli à Sardapur près de Karimnagar. Les gonds qui avaient émigré à Sardapur s'installent sur des terres stériles appartenant au zamindar Laxman Rao ; ils commencent à pratiquer une agriculture de subsistance sur leurs terres et deviennent ensuite une cible de prélèvements fiscaux. Lors d'un affrontement en octobre 1920, Bheem tue un haut fonctionnaire du Nizamate, Siddiquesaab, envoyé par Rao pour imposer la confiscation des récoltes au moment de la récolte. Pour échapper à la capture, il s'enfuit à pied vers la ville de Chanda avec son ami nommé Kondal (connu sous les noms de Routa Kondal, Komaram Kondal et Edla Kondal). Les deux hommes obtiennent refuge auprès d'un éditeur local, Vitoba, qui tient une imprimerie et un réseau de distribution à travers les chemins de fer régionaux pour son magazine anti-britannique et anti-nizamate. Bheem apprends à parler et à lire l'anglais, l'hindi et l'ourdou pendant qu'il travaille avec Vitoba.
Bheem est contraint de s'enfuir à nouveau après que Vitoba a été arrêté, à cette occasion, dans une plantation de thé de l'Assam avec une connaissance à la gare de Manchiryal. Il travaille dans les plantations pendant quatre ans et demi. Ce faisant, il s'est impliqué dans des activités syndicales et est finalement arrêté pour cela. Bheem s'échappe de prison en quatre jours, monte à bord d'un train de marchandises et retourne à Balharshah dans le Nizamate. Bheem avait entendu parler de Ramji Gond dans son enfance, il décide donc de lancer sa propre lutte pour les droits des adivasis à son retour au Nizamate. Bheem déménage à Kakanghat avec sa famille et commence à travailler pour Lacchu Patel, chef d'un village appelé Devadam. Tirant parti de son expérience en Assam, il aide Patel dans un litige foncier contre le domaine d'Asifabad, ce qui le fait connaître dans les villages voisins et en échange, Patel lui accorde l'autorisation de se marier.
Bheem épouse une femme nommée Som Bai, déménage à Bhabejhari à l'intérieur des terres gonds et s'installe pour cultiver un lopin de terre. Au moment des récoltes, il est de nouveau approché par des agents forestiers qui tentent de le forcer à partir en arguant que la terre appartient à l'État. Bheem tente ensuite de faire pression directement sur le Nizam et cherche à lui présenter les griefs des adivasis, mais il ne reçoit aucune réponse. Bheem décide alors de s'engager dans une révolution armée. Il forme des associations clandestines avec le parti communiste indien interdit et commence à mobiliser la population adivasi à Jodeghat, convoquant finalement un conseil de chefs tribaux des douze districts traditionnels d'Ankusapur, Bhabejhari, Bhimangundi, Chalbaridi, Jodeghat, Kallegaon, Koshaguda, Linepatter, Narsapur, Patnapur, Shivaguda et Tokennavada. Le conseil décide de former une armée de guérilla pour protéger leurs terres. Bheem propose également qu'ils se déclarent un royaume gond indépendant. Certains y voient un précurseur des tentatives plus récentes visant à former un Gondwana autonome.
Le conseil est suivi d'un soulèvement dans la région des gonds qui commence en 1928. Les forces se mobilisent pour attaquer les zamindars à Babejhari et Jodeghat. En réponse, le Nizam reconnait Bheem comme chef des rebelles gond et envoie le collecteur à Asifabad pour négocier avec lui, offrant des assurances de concessions de terres aux gonds. Bheem rejette l'offre initiale, déclarant qu'ils cherchent justice et exigent à la place l'autonomie régionale pour les gonds, l'expulsion des agents forestiers et des zamindars, et la libération de tous les prisonniers gonds dans le système pénal de l'État d'Hyderabad. Les revendications sont rejetées et le conflit s'est poursuivi sous la forme d'une campagne de guérilla de faible intensité au cours de la décennie suivante. Bheem a commandé directement 300 hommes sous ses ordres et opère depuis Jodeghat. Il aurait inventé le slogan Jal, Jangal, Zameen ( transl. Eau, Forêt, Terre ) pendant cette période,.
Kurdu Patel découvre finalement où se trouve Bheem et celui-ci est tué lors d'un affrontement avec des policiers armés dirigés par le talukdar d'Asifabad, Abdul Sattar. Quinze autres personnes sont tuées lors de la rencontre. La date de sa mort est contestée, elle est officiellement reconnue comme étant survenue en octobre 1940 mais les gonds la commémorent le 8 avril 1940.